# Kappenliest
Der Kappenliest (Halcyon pileata) ist ein asiatischer Eisvogel.

## Merkmale
Der  28 cm lange Vogel hat einen violett-blauen Rücken, einen schwarzen Kopf und schwarze Schulter, einen weißen Nacken und Kehle und eine rötliche Unterseite. Der große Schnabel und die Beine sind leuchtend rot gefärbt. Im Flug sind die weißen Flecken auf den blau-schwarzen Flügeln sichtbar. Die Geschlechter sehen sich ähnlich, die Jungvögel sind weniger farbenprächtig.
Beim schnellen, direkten Flug schwirren die kurzen gerundeten Flügeln.
Der Ruf ist ein gackerndes  ki-ki-ki-ki-ki.

## Vorkommen
Das Verbreitungsgebiet erstreckt sich von Indien bis nach China, Korea und Südostasien.
Der  Kappenliest ist ein Teilzieher, die nördlichen Populationen überwintern in  Thailand und auf Sri Lanka, Borneo und Java.

## Lebensraum
Bewaldete Flüsse und Bäche, Palmen, Bambus, Reisfelder, bewaldete Küsten.

## Verhalten
Der Vogel lebt in wassernahen Wäldern. Von einer gut sichtbaren Warte aus späht er nach großen Insekten, Fischen, Fröschen und Mäusen.

## Fortpflanzung
In einem Erdtunnel werden vier bis fünf weiße Eier bebrütet.

## Unterarten
Monotypisch, es gibt keine bekannte Unterart